# Eorhachiberotha burmitica
Eorhachiberotha burmitica (лат.) — ископаемый вид сетчатокрылых насекомых из рода Eorhachiberotha семейства Rhachiberothidae. Обнаружены в нижнемеловых (альбский ярус) бирманских янтарях Азии (Мьянма).
Вид был впервые описан в 2004 году американскими палеоэнтомологами Майклом Энджелом (Engel M.).
Вместе с другими ископаемыми видами сетчатокрылых насекомых, такими как Gallosemidalis eocenica, Spinoberotha mickaelacrai, Alloberotha petrulevicii, Chimerhachiberotha acrasarii, Oisea celinea, Alboconis cretacica, Phthanoconis burmitica, Glaesoconis baliopteryx, Retinoberotha stuermeri, Paraberotha acra являются одними из древнейших представителей Neuroptera, что было показано в 2007 году американскими палеоэнтомологами Майклом Энджелом (Engel M.) и Дэвидом Гримальди (Grimaldi D. A.).